# Schellenturm (Bad Pyrmont)

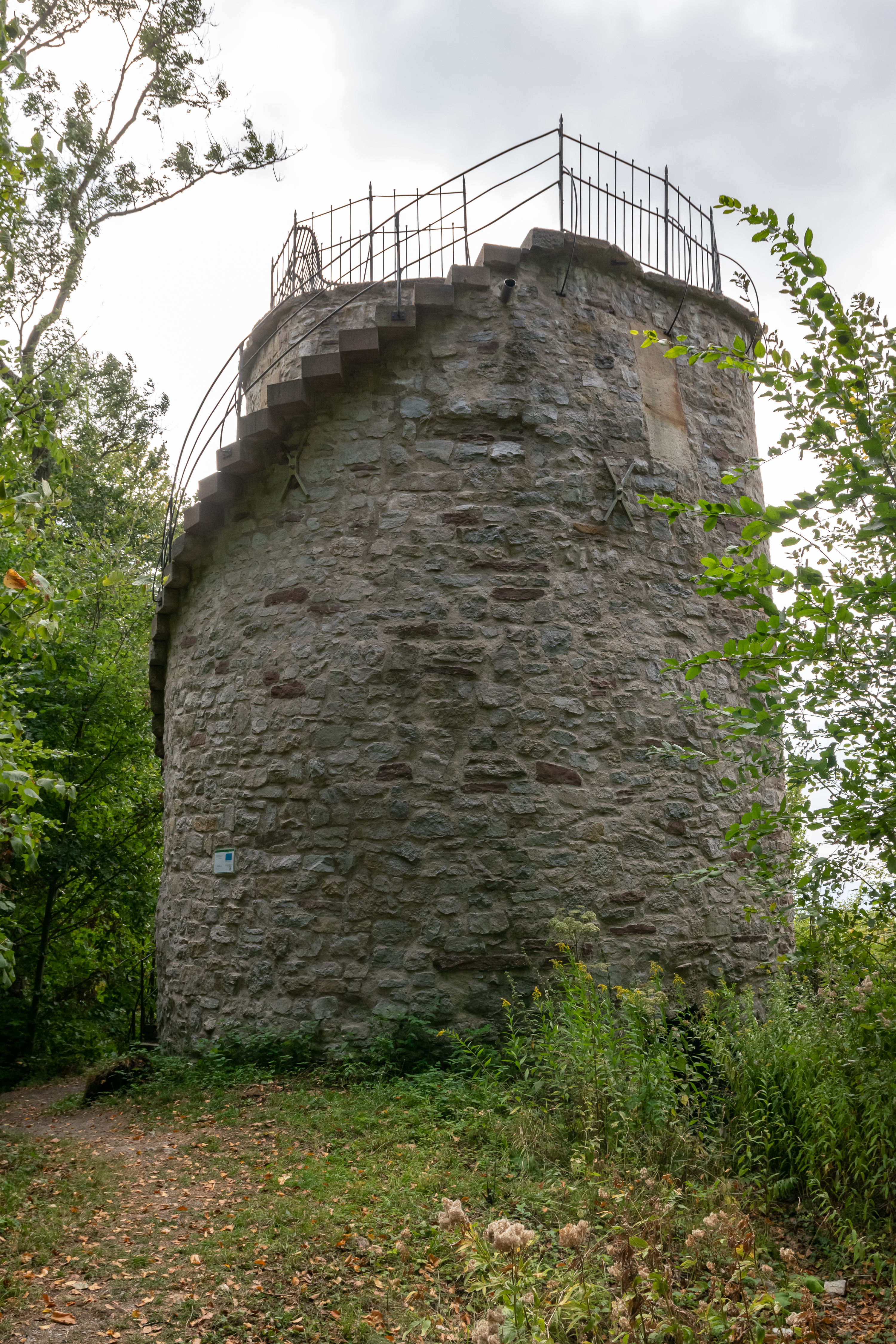
Aussichtsturm auf dem Schellenberg bei Bad Pyrmont

Der Schellenturm ist ein 1824 aus den Ruinen der Burg Schell-Pyrmont bei Bad Pyrmont errichteter Aussichtsturm, der ein Ziel für Wanderungen mit einem Blick auf das „Tal der sprudelnden Quellen“ bietet.
Die erhaltenen Reste der Höhenburg Schell-Pyrmont sind Zeugnisse der frühesten Form der Besiedlung des Pyrmonter Tales im Jahr 1184.
Die auf einer Bergzunge im Südwesten des Schellenberges errichtete Landesburg wurde im Auftrage des Kölner Erzbischofs Philipp von Heinsberg angelegt, der schon seit geraumer Zeit eine systematische Burgen- und Befestigungspolitik betrieb.
Sie war Teil einer Befestigungsanlage weit vor dem Rhein und der reichen Stadt Köln, um die Region zwischen Rhein und Weser befrieden und besiedeln zu können.
Der Schellenturm wurde 2009 nach aufwändigen Restaurierungsmaßnahmen der Öffentlichkeit wieder zugänglich gemacht.